# Прњаровац
Прњаровац (хрв. Prnjarovac) је насељено место у саставу града Чазме, Бјеловарско-билогорска жупанија, Хрватска.

## Историја
До територијалне реорганизације у Хрватској био је у саставу старе општине Чазма.

## Становништво
У попису становништва из 2011. године, Прњаровац је имао 149 становника.
| Број становника према пописима | Број становника према пописима | Број становника према пописима | Број становника према пописима | Број становника према пописима | Број становника према пописима | Број становника према пописима | Број становника према пописима | Број становника према пописима | Број становника према пописима | Број становника према пописима | Број становника према пописима | Број становника према пописима | Број становника према пописима | Број становника према пописима | Број становника према пописима |
| ------------------------------ | ------------------------------ | ------------------------------ | ------------------------------ | ------------------------------ | ------------------------------ | ------------------------------ | ------------------------------ | ------------------------------ | ------------------------------ | ------------------------------ | ------------------------------ | ------------------------------ | ------------------------------ | ------------------------------ | ------------------------------ |
| 1857                           | 1869                           | 1880                           | 1890                           | 1900                           | 1910                           | 1921                           | 1931                           | 1948                           | 1953                           | 1961                           | 1971                           | 1981                           | 1991                           | 2001                           | 2011                           |
| 151                            | 187                            | 205                            | 261                            | 286                            | 326                            | 358                            | 373                            | 383                            | 337                            | 311                            | 242                            | 198                            | 153                            | 122                            | 149                            |

### Попис1991.
У попису становништва из 1991. године, Прњаровац је имао 153 становника, следећег националног састава:
| Попис 1991.‍ | Попис 1991.‍ | Попис 1991.‍ | Попис 1991.‍ | Попис 1991.‍ |
| ----------- | ----------- | ----------- | ----------- | ----------- |
|             |             |             |             |             |
| Хрвати      | Хрвати      |             | 152         | 99,34%      |
| Срби        | Срби        |             | 1           | 0,65%       |
| укупно: 153 |             |             |             |             |

### Попис1910.
| Прњаровац                                                                                | Прњаровац |
| ---------------------------------------------------------------------------------------- | --- |
| језик                                                                                    | вера |
| укупно: 326 Хрватски 309 (94,78%) Чешки 10 (3,06%) Српски 5 (1,53%) Словеначки 2 (0,61%) | <div style="border:solid transparent;position:absolute;width:100px;line-height:0;<div style="border:solid transparent;position:absolute;width:100px;line-height:0; укупно: 326 Римокатолици 321 (98,46%) Православци 5 (1,53%) - (-%) |

## Галерија
- пејзаж
- роде